# 6789 Milkey
6789 Milkey è un asteroide della fascia principale. Scoperto nel 1991, presenta un'orbita caratterizzata da un semiasse maggiore pari a 2,3377056 UA e da un'eccentricità di 0,1416482, inclinata di 6,16184° rispetto all'eclittica.
L'asteroide è dedicato allo statunitense Robert Milkey, direttore tra il 1995 e il 2006 dell'American Astronomical Society.